# Citrus × bergamia
Citrus bergamia, pera del Bey, pera de bey o bergamota es una fruta cítrica de pequeño tamaño y de forma ligeramente similar a la del limon, al igual que su tallo. Su sabor es agrio y su aromática piel se utiliza para obtener aceite esencial.

## Etimología
El nombre italiano, bergamotto, es una modificación de la palabra turca bey armudu, que significa ‘pera del bey’.
La producción de esta especie caracteriza a la región costera de la provincia de Reggio de Calabria (en Italia), de tal modo que es un símbolo de toda la provincia. La mayoría de la bergamota procede de una pequeña zona donde la temperatura es óptima para esta especie.
También se cultiva en España, Argentina, Chile, Brasil, Uruguay y el estado estadounidense de Georgia, al igual que en la región de Mersin en Turquía, donde es típico encontrar un postre hecho con esta fruta.
Hay una clara confusión en internet y otros medios de comunicación con respecto al fruto y árbol. Es comúnmente confundido con otro fruto verde y abultado o con arrugas llamado comúnmente "bergamota tailandesa" (Citrus Hystrix). Esto es importante a tener en cuenta puesto que el sabor, color y forma del fruto de Citrux Hystrix no es el mismo que el de Citrus Bergamia. 
Se cree que la confusión sale del hecho de que en Tailandia se le llama Bergamota a los dos frutos pero que al traducir el nombre a otros idiomas se olvidaron de especificar bergamota tailandesa.

## Usos

### En alimentación
El aceite esencial extraído de la piel de esta fruta amarga se usa como aromatizante de las variedades de té Earl Grey y Lady Grey, y en confitería. Una empresa denominada Caffé Sicilia ubicada en Noto (Sicilia), produce una mermelada usando este fruto como su principal ingrediente. También es usado en Grecia como conserva, preparada con la piel de la bergamota hervida en almíbar.

### Como esencia

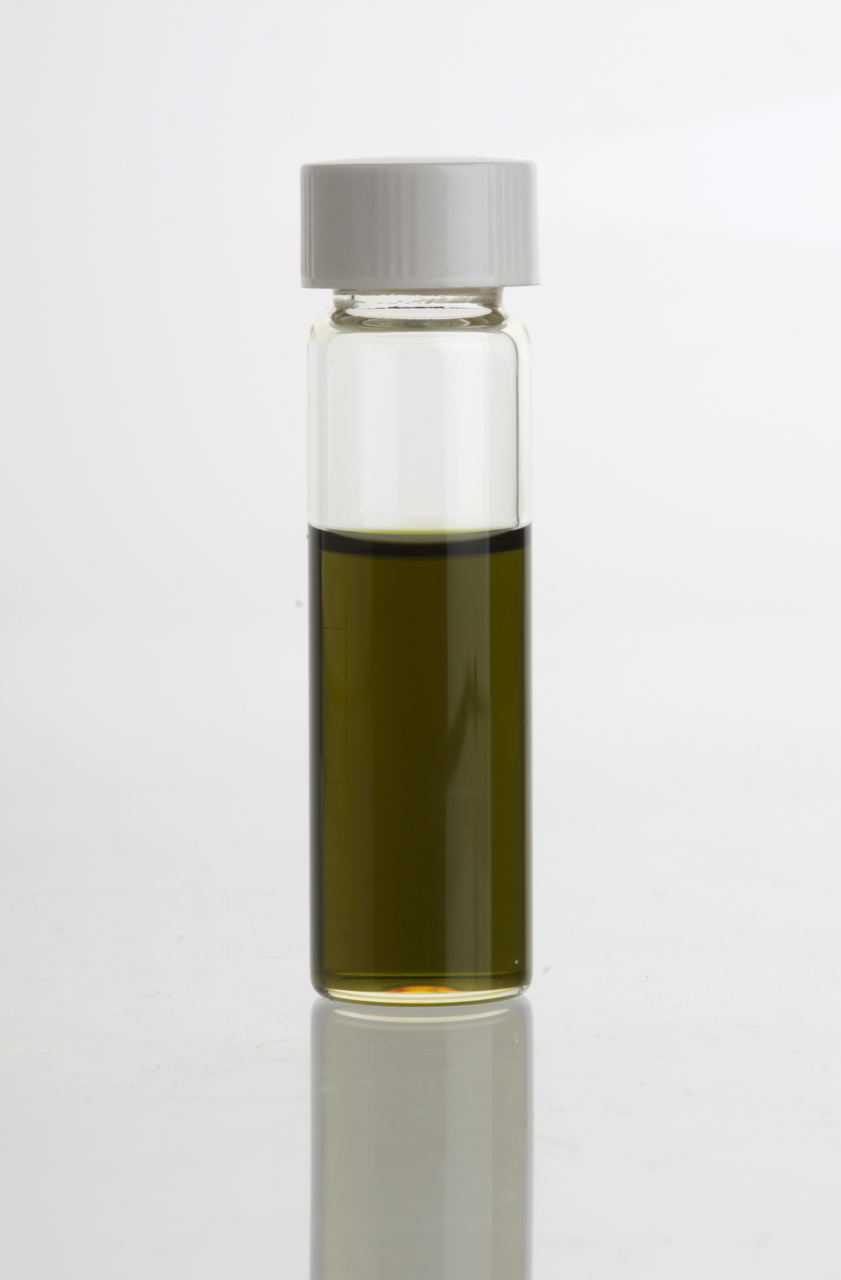
Aceite de bergamota

La piel de la bergamota se usa en perfumería por su capacidad para combinar con una amplia gama de esencias para formar distintas mezclas que hacen que sus componentes se complementen entre sí. Aproximadamente un tercio de todos los perfumes de hombre y la mitad de los de mujer contienen aceite esencial de bergamota.[cita requerida]
La bergamota era uno de los componentes originales usados en el Agua de Colonia que se desarrolló en Alemania en el siglo XVII. En 1704 la bergamota se usó por primera vez para hacer el perfume «Eau de toilette» sacando la pulpa de la bergamota y apretando la piel contra esponjas. Unos cien frutos de bergamota producen alrededor de 85 gramos de aceite esencial. En los últimos tiempos también muchos productos para el cuidado de la barba llevan la esencia de bergamota como ingrediente principal.
La piel de la bergamota también se usa en aromaterapia para tratar las depresiones y como ayuda para las digestiones.[cita requerida]

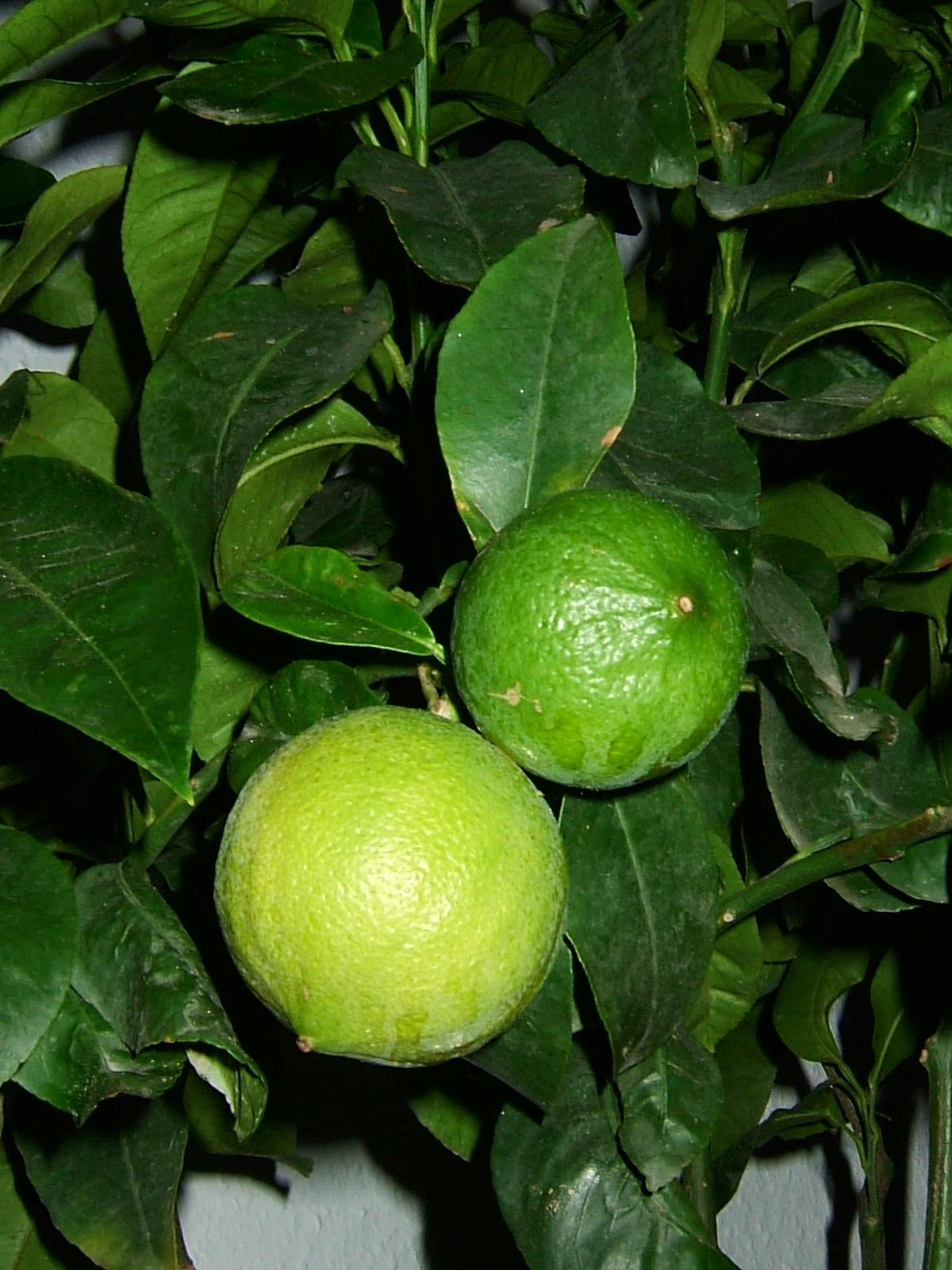
Frutos de bergamota

### Toxicología
En un estudio el aceite de bergamota ha sido relacionado con ciertos efectos fototóxicos  (debido al compuesto bergapteno) y en el bloqueo de la absorción de potasio en los intestinos.
La bergamota es también una fuente de bergamotina, que junto con el similar compuesto químico 6’,7’-dihidroxibergamotina, se cree que es responsable de que el metabolismo de ciertos fármacos se vea alterado por el consumo de su zumo.

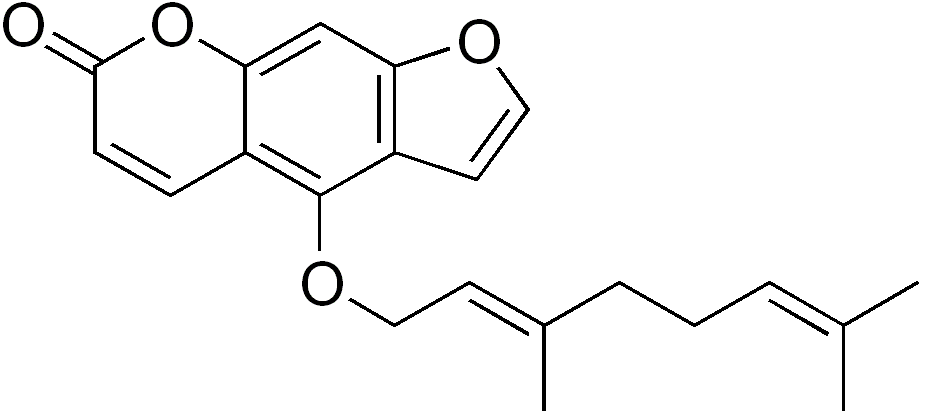
Bergamotina

### En cremas solares
En el pasado, el psoraleno, un compuesto extraído del aceite de bergamota, se utilizaba en cremas para acelerar el bronceado y en protectores solares. Esta sustancia penetra en la piel y aumenta los daños en el ADN de las células. Este daño es el responsable de quemaduras solares y de un incremento de la producción de melanina. En 1959 se descubrió que la sustancia era fotocarcinógena, pero no se prohibió en cremas bronceadoras hasta 1995. Estas sustancias fotocarcinogénicas fueron prohibidas después de que hubiesen producido muchos casos de melanomas malignos y muertes.
El psoraleno ahora sólo se usa en el tratamiento de ciertos desórdenes de la piel, como parte de la terapia PUVA (tratamientos contra el eczema, psoriasis y vitíligo a base de psoraleno y rayos UVA).

### Efectos neuroprotectores
Recientemente se ha descubierto que el aceite esencial de bergamota reduce los daños por excitotoxicidad en células neuronales humanas en ensayos in vitro y también pudiera tener propiedades neuroprotectoras.

### Brujería
En conjuros hoodoo, existe la creencia de que la bergamota puede controlar o dirigir, y por esta razón se la usa en una variedad de hechizos y fórmulas con la finalidad de dominar a otra persona.